# پت مورا
پت مورا (انگلیسی: Pat Mora؛ زادهٔ ۱۹ ژانویهٔ ۱۹۴۲) یک نویسنده اهل ایالات متحده آمریکا است.